# Enicospilus fittoni
Enicospilus fittoni är en stekelart som beskrevs av Nikam 1980. Enicospilus fittoni ingår i släktet Enicospilus och familjen brokparasitsteklar. Inga underarter finns listade i Catalogue of Life.